# 安政
安政是日本的年號之一，指的是嘉永之後、萬延之前，1854年到1860年這段期間。此時期的天皇是孝明天皇，江戶幕府的將軍是德川家定、德川家茂。

## 改元
- 嘉永七年十一月二十七日（公元1855年1月15日） 因皇居失火、地震、黑船來航等災異而改元
- 安政七年三月十八日（西元1860年4月8日） 改元萬延

## 出典
出自《群書治要》裡的「庶民安政，然後君子安位矣」。

## 安政年間要事
- 安政元年（1855年）佩里再度前來江戶灣，締造《日美親善條約》（《神奈川條約》）
- 安政2年（1855年） 十月二日，發生安政江戸地震（安政大地震）。
- 安政5年（1858年）江戶幕府簽下《日美修好通商條約》等條約，後來又簽下《安政五國條約》。
  - 大老井伊直弼開始展開安政大獄。
- 安政7年（1860年） 三月三日，發生櫻田門外之變。

### 逝世
- 安政4年阿部正弘（江戶幕府老中）
- 安政5年德川家定（江戸幕府第十三代將軍）　島津齊彬（薩摩藩主）

## 西元對照表
| 安政 | 元年   | 2年    | 3年    | 4年    | 5年    | 6年    | 7年    |
| ---- | ------ | ------ | ------ | ------ | ------ | ------ | ------ |
| 西元 | 1854年 | 1855年 | 1856年 | 1857年 | 1858年 | 1859年 | 1860年 |
| 干支 | 甲寅   | 乙卯   | 丙辰   | 丁巳   | 戊午   | 己未   | 庚申   |

## 關連項目
| 前一年號： 嘉永 | 日本年號 | 下一年號： 萬延 |